# Golpe de Estado en Haití de 1950
El Golpe de Estado en Haití de 1950 fue el derrocamiento del presidente Dumarsais Estimé por el ejército haitiano y su reemplazo por una junta de gobierno compuesta por tres miembros, los mismos participantes en el anterior golpe de Estado de 1946. El golpe se produjo el 10 de mayo de 1950, como una intervención del ejército cuyos motivos fueron el intento del presidente Estimé de prorrogar su mandato y la entonces crisis política. Uno de los líderes golpistas, el coronel Paul Magloire, llegó a la presidencia en las elecciones posteriores al golpe, las primeras elecciones por sufragio popular directo en Haití.

## Antecedentes

### Revolución de 1946
En enero de 1946, una serie de protestas populares precipitaron la caída del régimen mulato del presidente Élie Lescot. Luego de estos hechos, la guardia haitiana asumió el poder a través de una junta de tres miembros. La junta de gobierno autodenominada Consejo Ejecutivo Militar fue presidido por el jefe de la guardia haitiana, el coronel Franck Lavaud. Junto a él, la junta estaba formada por los mayores Antoine Levelt y Paul Magloire, entonces jefe de la guardia presidencial. Esta intervención del ejército fue bien recibida por la población y se produjo después de que los líderes militares se negaron a seguir las órdenes de Lescot de reprimir las protestas.
El clamor popular forzó a la junta militar a hacer la transición a un nuevo gobierno, que se encarga de supervisar el proceso en dos etapas: elecciones legislativas y parlamentarias. Juntos, el ejército favoreció la elección del candidato más moderado como presidente, el político negro Dumarsais Estimé. Estimé fue uno de los representantes del noirisme, siguiendo una plataforma de nacionalismo negro y oposición al dominio mulato.

### Gobierno de Dumarsais Estimé
Durante su presidencia, Estimé promulgó varias medidas sociales y luchó por el progreso de las clases negras. Los sectores mulatos acusaron a Estimé de construir un gobierno basado en prejuicios de color.
El presidente Estimé buscó ganarse la confianza de la Guardia Haitiana, rebautizada en 1947 como Ejército de Haití. Dentro del ejército, el presidente enfrentó la oposición y acciones subversivas del coronel Astrel Roland. Con el apoyo del dictador dominicano Rafael Leónidas Trujillo, este coronel formó parte de una conspiración mayor en diciembre de 1949, un abortado complot para asesinar al presidente Estimé y su cúpula militar, específicamente a los coroneles Paul Magloire, Franck Lavaud y Marcaisse Prosper.
El manejo del Caso Roland por parte de Estimé, junto con la celebración de la exposición de Puerto Príncipe, crearon un sentimiento de apoyo popular y grandeza hacia su administración. Su gestión de gobierno también recibió críticas, como los excesivos gastos de la exposición y la declaración del estado de sitio en 1949.
Los principales obstáculos del presidente Estimé en su gestión al frente del gobierno fueron las intrigas de la élite haitiana y la ambición personal. La élite hizo una serie de quejas contra el presidente, como promover el crecimiento de sindicatos y simpatías por el vudú.